# Sascha Mockenhaupt
Sascha Mockenhaupt (* 10. September 1991 in Kirchen (Sieg)) ist ein deutscher Fußballspieler und E-Sportler.

## Karriere
Über die JSG Weitefeld gelangte Mockenhaupt in die Jugendabteilung von Bayer 04 Leverkusen, bevor er zur SG 06 Betzdorf wechselte. 2012 wurde er Teil der zweiten Mannschaft des 1. FCK. In der Saison 2013/14 stand er mehrmals im Kader der Profimannschaft und wurde am 20. April 2014 beim 3:2-Heimsieg gegen den FSV Frankfurt in der 93. Minute für Kevin Stöger eingewechselt. Im Sommer 2014 wechselte er zum VfR Aalen. Nach dem Abstieg des VfR Aalen in die 3. Fußball-Liga und 25 absolvierten Spielen unterschrieb er zum Sommer 2015 erneut beim 1. FC Kaiserslautern. Im August 2016 wechselte er zum norwegischen Erstligisten FK Bodø/Glimt. Seit 4. Januar 2017 spielt er beim SV Wehen Wiesbaden, wo er zunächst bis Sommer 2018 unterschrieb. Nachdem Mockenhaupt sich dort auf Anhieb als Stammspieler etablieren und mit guten Leistungen überzeugen konnte, wurde der Vertrag vorzeitig bis 2021 verlängert. Der 2021 auslaufende Vertrag wurde bis zum 30. Juni 2024 verlängert und dieser wiederum am 16. Februar 2024 erneut verlängert.
In der Saison 2018/19 stieg er mit Wehen Wiesbaden von der 3. Liga in die 2. Bundesliga auf und in der Saison 2019/20 wieder in die 3. Liga ab. In der Saison 2022/23 stieg Mockenhaupt erneut mit Wehen Wiesbaden über die Relegation in die 2. Bundesliga auf und in der Saison 2023/24 folgte in der Relegation der erneute Abstieg in die 3. Liga.

## Erfolge
SV Wehen Wiesbaden
- Aufstieg in die 2. Bundesliga: 2019
- Pokalsieger Hessenpokal 2019
- Pokalsieger Hessenpokal 2021
- Aufstieg in die 2. Bundesliga: 2023